# Dikari
Dikari (Дикари) è un film del 2006 diretto da Viktor Šamirov.

## Trama
Il film si svolge al mare in estate. Il film parla di persone che vogliono prendere il sole, nuotare, fare esercizio, bere, ballare e flirtare.